# 케이티 더글라스
캐스린 에밀리 더글라스(Kathryn Emily Douglas, 1998년 10월 19일 ~ )는 캐나다 배우이다.

## 출연 작품
- 스푹스빌 (2013–2014)
- 디파이언스 (2013–2015)
- 기대감 상승 (2016)
- 메리 킬즈 피플 (2017–2019)
- 레벨 16 (2018)
- 나를 믿으세요: 리사 맥베이의 납치 (2018)
- 예쁜 하드 케이스 (2021–2023)
- 지니 & 조지아 (2021–현재)